# Футгілл-Фармс (Каліфорнія)
Футгілл-Фармс (англ. Foothill Farms) — переписна місцевість (CDP) в США, в окрузі Сакраменто штату Каліфорнія. Населення — 35 834 особи (2020).

## Географія
Футгілл-Фармс розташований за координатами 38°41′12″ пн. ш. 121°20′51″ зх. д. / 38.68667° пн. ш. 121.34750° зх. д. (38.686735, -121.347489).  За даними Бюро перепису населення США в 2010 році переписна місцевість мала площу 10,87 км², уся площа — суходіл.

## Демографія
Згідно з переписом 2010 року, у переписній місцевості мешкала 33 121 особа в 11 726 домогосподарствах у складі 8218 родин. Густота населення становила 3046 осіб/км².  Було 12607 помешкань (1160/км²).
Расовий склад населення:
| - 64,2 % — білих - 11,0 % — чорних або афроамериканців - 5,2 % — азіатів - 1,1 % — корінних американців - 0,6 % — вихідців з тихоокеанських островів - 10,2 % — осіб інших рас |

До двох чи більше рас належало 7,8 %. Частка іспаномовних становила 22,9 % від усіх жителів.
За віковим діапазоном населення розподілялося таким чином: 27,8 % — особи молодші 18 років, 63,5 % — особи у віці 18—64 років, 8,7 % — особи у віці 65 років та старші. Медіана віку мешканця становила 31,1 року. На 100 осіб жіночої статі у переписній місцевості припадало 95,3 чоловіків;  на 100 жінок у віці від 18 років та старших — 90,6 чоловіків також старших 18 років.
Середній дохід на одне домашнє господарство  становив 51 751 долар США (медіана — 44 512), а середній дохід на одну сім'ю — 53 557 доларів (медіана — 48 227). Медіана доходів становила 37 413 долари для чоловіків та 39 651 долар для жінок. За межею бідності перебувало 24,3 % осіб, у тому числі 35,9 % дітей у віці до 18 років та 12,2 % осіб у віці 65 років та старших.
Цивільне працевлаштоване населення становило 14 032 особи. Основні галузі зайнятості: освіта, охорона здоров'я та соціальна допомога — 19,5 %, роздрібна торгівля — 18,7 %, науковці, спеціалісти, менеджери — 10,8 %, мистецтво, розваги та відпочинок — 10,7 %.